# Darja Bilodid
Darja Hennadijivna Bilodid (ukrainska: Дар'я Геннадіївна Білодід), född 10 oktober 2000, är en ukrainsk judoutövare.

## Karriär
Bilodid tog brons i 48 kg-klassen vid olympiska sommarspelen 2020 i Tokyo efter att ha besegrat israeliska Shira Rishony i bronsmatchen. Hon tog Ukrainas första medalj genom tiderna i damernas judo vid olympiska spelen. Vid olympiska sommarspelen 2024 i Paris blev Bilodid utslagen i åttondelsfinalen i 57 kg-klassen av japanska Haruka Funakubo.